# Balthasar Bekker
Balthasar Bekker (født 20. marts 1634, død 11. juni 1698) var en hollandsk teolog, discipel af Descartes, en af rationalismens forløbere, men samtidig en from mand, der indlagde sig uforglemmelige fortjenester ved sin kamp mod Datidens overtro.
Balthasar Bekker virkede som præst i Franeker og udgav bl.a. nogle populære lærebøger, men disse blev erklærede for kætterske og Bekker forlod derpå byen. 1679 kom han til Amsterdam, og her vakte han opmærksomhed, men også modstand, da han gav en naturvidenskabelig forklaring af en stor komets tilsynekomst og afviste enhver tale om himmelvarsler.
Endnu mere opsigt og modstand vakte dog hans skrift De betoverde Wereld (1691), hvor han ud fra Descartes’ filosofi kritiserede tidens overtro, dens lære om hekse, djævlebesættelser og andet deslige. I dansk sammenhæng er han kendt for i sin bog at have kritiseret Johan Brunsmands historie om Køge Huskors, og fremhævet den som et eksempel på overtroisk hekseforfølgelse.
Bekker gik imidlertid for vidt for sin samtid. Han kritiserede også forskellige af Bibelens beretninger og synspunkter udi fra et udpræget rationalistisk standpunkt. Han ramtes af kirkens fordømmelse, blev afsat fra sit embede og udelukket fra nadveren.